# Nelson Kuhn
Nelson Kuhn   (Whitemouth, 7 de juliol de 1937) és un remer canadenc, ja retirat, guanyador d'una medalla olímpica.
El 1960 va prendre part en els Jocs Olímpics d'Estiu de Roma, on guanyà la medalla de plata en la prova del vuit amb timoner del programa de rem.
Ha estat inclòs al British Columbia Sports Hall of Fame i University of British Columbia Sports Halls of Fame.